# Aleksander Turyn
Aleksander Turyn (ur. 26 grudnia 1900 w Warszawie, zm. 26 sierpnia 1981 w Urbana) – polski filolog klasyczny, bizantynolog, profesor Uniwersytetu Warszawskiego, członek Polskiej Akademii Umiejętności.

## Życiorys
Był synem Aarona (rzemieślnika) i Estery Glazer (nauczycielki gimnazjalnej). Po ukończeniu gimnazjum w Warszawie studiował filologię klasyczną na Uniwersytecie Warszawskim (1919-1923) u Tadeusza Zielińskiego i Gustawa Przychockiego, pod opieka którego obronił doktorat (1923). Uzupełniał studia na uniwersytecie w Berlinie (1923-1924). Pracował jako starszy asystent w I Katedrze Filologii Klasycznej na Uniwersytecie Warszawskim, od 1929 (po habilitacji) jako docent; w 1935 został mianowany profesorem nadzwyczajnym i objął II Katedrę Filologii Klasycznej (po przejściu na emeryturę Tadeusza Zielińskiego).
25 października 1930 Prezydent RP mianował go podporucznikiem w rezerwie ze starszeństwem z 1 stycznia 1930 i 62. lokatą w korpusie oficerów artylerii, a minister spraw wojskowych wcielił do 1 Pułku Artylerii Najcięższej w Warszawie.
Po wybuchu II wojny światowej wyjechał do Rzymu, potem do Aten (prowadził tam badania naukowe); w 1941 osiadł w USA. Wykładał historię literatury greckiej i język grecki na University of Michigan w Ann Arbor (1941-1942), kierował Katedrą Filologii Klasycznej w New School for Social Research w Nowym Jorku (1942-1945), od 1945 był profesorem University of Illinois w Urbana. Przeszedł na emeryturę w 1969. Od 1959 był członkiem Fundacji Guggenheima. Współpracował z Biblioteką Watykańską, gdzie w latach 50. i 60. prowadził częste badania archiwalne. W 1946 został powołany na członka korespondenta Polskiej Akademii Umiejętności, należał także do Akademii Ateńskiej.

## Zainteresowania badawcze
Jego zainteresowania naukowe obejmowały historię literatury greckiej oraz metrykę i prozodię grecką. Prowadził badania nad Iliadą Homera, rękopisami Eurypidesa, Ajschylosa i Sofoklesa. Opracował komentarz do opisu uczuć miłosnych u Safony. Przygotował do wydania zachowane utwory poetyckie Pindara (Pindari Epinitia, 1944; Pindari carmina cum fragmentis, 1948). 

## Odznaczenia i nagrody
Aleksander Turyn otrzymał doktorat honoris causa Uniwersytetu w Atenach (1965), był laureatem nagrody Fundacji Jurzykowskiego (1978). 
Odznaczono go greckim Krzyżem Oficerskim Orderu Feniksa i Orderem Zasługi Amerykańskiego Towarzystwa Filologicznego.

## Wybrane publikacje
Bibliografie prac: „Rocznik Polskiej Akademii Umiejętności” (1945-1946), s. XXIV-XXV i K. Pawłowski, Bibliografia prac prof. A. Turyna, „Eos” 72 (1984), z. 1, s. 17-25. Aleksandrowi Turynowi poświęcono też dwie księgi pamiątkowe: Serta Turyniana. Studies in Greek Literature and Palaeography in honor of Alexander Turyn, ed. J. L. Heller, J. K. Newman, Urbana: University of Illinois Press 1974 i Studies in memory Alexander Turyn, ed. M. Marcovich, "Illinosis Classical Studies" 7 (1982) (online) (PDF).
- Observationes metricae, 1921-1922, Rec. (online).
- De Aelii Aristidis codice Varsoviensi atque de Andrea Taranowski et Theodosio Zygomala, Cracoviae 1928.
- Studia Byzantina; De Meletti Pigae Patriarchae „Dialogo”, „Eos” 31 (1928), s. 505-518. Rec. Rodolphe Guilland, Revue des Études Grecques 43, 1930, S. 359, (online).
- De Aelii Aristidis codice Varsoviensi atque de Andrea Taranowski et Theodosio Zygomala, Cracoviae: Academia Polona Litterarum 1929, s. 78. Archiwum Filologiczne Akademii Umiejętności w Krakowie nr 9
- Niektóre kwestie prozodyczne liryki greckiej, 1929.
- Studia Sapphica, Leopoli: Societas Philologa Polona 1929. Eos Supplementa 6.
- Charakter sztuki Sapphony, „Kwartalnik Klasyczny” 4 (1930), z. 1/2, s. 97-98.
- Stan badań i zagadnienia metryki greckiej, „Kwartalnik Klasyczny” 4 (1930), z. 4, s. 387-398.
- De codicibus Pindaricis, „Bulletin de l'Académie Polonaise des Sciences et des Lettres”, Cracovie 1931, s. 221-229.
- De codicibus Pindaricis, Cracoviae: Sumptibus Academiae Litterarum 1932, s. 90. Archiwum Filologiczne Akademii Umiejętności w Krakowie nr 11.
- Infandum Regina..., „Eos” 33 (1930/1931), s. 39-41.
- Sylwety greckie, „Wiedza i Życie” (1934), nr 8/9.
- Miszellen : zur Pindar-Überlieferung, „Zeitschrift für das klassische Altertum” 90 (1935), z. 1, s. 115-119.
- Anectodoton Ianicianum [w:] Munera philologica Ludovico Ćwikliński [...] oblata, Posnaniae 1936.
- Pindari carmina cum fragmentis: séance du 14 mars 1938, „Bulletin de l'Academie Polonaise des Sciences et des Lettres” (1938).
- The Sapphic Ostracon, „Transactions of the Amercican Philogical Assocation” 73 (1942), s. 308-318.
- The manuscript tradition of the tragedies of Aeschylus, New York City: Polish Institute of Arts and Sciences in America 1943 (wyd. 2 - Hildesheim: Georg Olms 1967).
- Pindari Epinitia, edidit Aleksander Turyn, „Novi Eboraci, Institutum Polonicum Artium et Sciencarum in America” 1944.
- The Manuscripts of Sophocles, „Traditio” 2 (1944), s. 1-41.
- Tadeusz Zieliński, „Tygodnik Polski” 4 (1946), nr 5 (162), 03.02, s. 4-5.
- Pindari carmina cum fragmentis, edidit Alexander Turyn, Cracoviae: sumptibus Academiae Polonae Litterarum et Scientiarum 1948 (wyd. 2 – Oxford – Cambrigde – Munchen 1952).
- The Sophocles Recension of Manuel Moschopolus, „The American Philological Association” 80 (1949), s. 95-173.
- Studies in the manuscript tradition of the tragedies of Sophocles, Urbana: The University of Illinois Press 1952 (wyd. 2 „Studia Phililogica” 15 (1970).
- Prof. Zieliński in His Closing Years, „Palaeologia” 3 (1952), s. 234-235.
- The Byzantine Manuscript Tradition of the Tragedies of Euripides, Urbana: The University of Illinois Press 1957 (wyd. 2 „Studia Phililogica” 15 (1970).Rec. Glanville Downey, Speculum 33, 1958, S. 565-567, (online).
- On the Sophoclean Scholia in the Manuscript Paris 2712, „Harvard Studies in Classical Philology” 53 (1958), s. 161-170.
- Miscellanea. 1) A Note on Aeschylus, „Agamemnon” 403-405. 2) The Manuscript Athos Lavra M 125. 3) The Manuscript Athos Vatopedi 33. 4) The Manuscript Athos Ivirion 185 [w:] Studi in onore di Luigi Castiglioni, t. 2, Firenze 1961, s. 1013-1033.
- Codices Graeci Vaticani saeculis XIII et XIV scripti annorumque notis instructi, Vaticana: Bibliotheca apostolica Vaticana 1964, Rec. (online) (PDF).
- Dated Greek manuscripts of the thirteenth and fourteenth centuries in the libraries of Italy, Urbana-Chicago-London: University of Illinois Press 1972, t. 1-2. Rec. N. G. Wilson, Speculum 50, 1975, S. 159-161, (online).
- Demetrius Triclinius and Planudean Athology [w:] ΛΕΙΜΟΝ, Προσφορά εις τάν N. B. Τωμαδάκην, „‘ Eταιρείας Bυζαντινών Σπουδών” 41 (1972/1973), s. 403-450.
- Michael Lulludes (or Luludes), a scribe of the Palaeologan Era, „Rivista di Studi Bizantini e Neoellenici” 10/11 (1973/1974), s. 3-15.
- Dated Greek manuscripts of the thirteenth and fourteenth centuries in the libraries of Great Britain, Washington: Dumbarton Oaks Center for Byzantine Studies 1980. Dumbarton Oaks Studies 17 (online)..